# Ичетовкинское сельское поселение
Ичетовкинское сельское поселение — муниципальное образование в составе Афанасьевского района Кировской области России. Административный центр — деревня Ичетовкины.

## История
Ичетовкинское сельское поселение образовано 1 января 2006 года в соответствии с Законом Кировской области от 07.12.2004 № 284-ЗО, в него вошла территория бывшего Ичетовкинского сельского округа.
Законом Кировской области от 27 июля 2007 года № 151-ЗО в состав Ичетовкинского сельского поселения включены территории упразднённых Верхне-Леманского, Илюшовского, Кувакушского, Московского, Пуринского и Савинского сельских поселений. После слияния сельских поселений одноимённые населённые пункты были переименованы.

## Население
| 2010  | 2012  | 2013  | 2014  | 2015  | 2016  | 2017  |
| ----- | ----- | ----- | ----- | ----- | ----- | ----- |
| 4109  | ↘3982 | ↘3914 | ↗3927 | ↘3879 | ↘3865 | ↘3790 |
| 2018  | 2019  | 2020  | 2021  |       |       |       |
| ↘3720 | ↘3597 | ↘3455 | ↘3374 |       |       |       |

## Состав
В состав поселения входят 79 населённых пунктов (население, 2010):
| - деревня Ичетовкины — 722 чел.; - деревня Аверины — 80 чел.; - деревня Акиловская — 0 чел.; - деревня Андриенки — 12 чел.; - деревня Архипята — 210 чел.; - деревня Боринская — 13 чел.; - деревня Булычевы — 0 чел.; - деревня Варанкины — 356 чел.; - деревня Васильевская — 43 чел.; - деревня Васильевская 1-я — 10 чел.; - деревня Васильевская 2-я — 0 чел.; - деревня Ваулинская — 42 чел.; - деревня Верхказаковы; - деревня Верхняя Тимофеевская — 77 чел.; - деревня Волоковые — 8 чел.; - деревня Воронушка — 9 чел.; - деревня Гожемята; - деревня Горьковская — 14 чел.; - деревня Грибановская - 40 чел; - деревня Григорьевская; | - деревня Дмитриевская; - деревня Евдокимово; - деревня Евсята — 0 чел.; - деревня Езжа — 62 чел.; - деревня Емелевы — 4 чел.; - деревня Закамо-Воробьевская — 28 чел.; - деревня Ивановская — 66 чел.; - деревня Ивановская 1-я — 24 чел.; - деревня Игнатьевская — 0 чел.; - деревня Илюши — 152 чел.; - деревня Ключевская — 4 чел.; - деревня Кондратьевская — 10 чел.; - деревня Конкины — 152 чел.; - деревня Константиновская — 50 чел.; - деревня Коньковы — 86 чел.; - деревня Костино — 56 чел.; - деревня Кочевы; - деревня Кувакуш — 179 чел.; - деревня Лазаневская; - деревня Лазаневы — 70 чел.; | - деревня Лазуковы — 115 чел.; - деревня Левенки; - деревня Лома — 36 чел.; - деревня Лучкины — 59 чел.; - деревня Марковская — 18 чел.; - деревня Минеевская — 4 чел.; - деревня Мишино — 6 чел.; - деревня Московская — 238 чел.; - деревня Наумовская — 0 чел.; - деревня Нефедовская — 8 чел.; - деревня Нижняя Никитинская — 0 чел.; - деревня Нижняя Тимофеевская — 52 чел.; - деревня Никитенки; - деревня Ново-Носковская — 0 чел.; - деревня Ожегино — 50 чел.; - деревня Осиповская — 0 чел.; - деревня Павловская — 0 чел.; - деревня Павловская 1-я — 0 чел.; - деревня Петровская; - деревня Петровская 1-я; | - деревня Половинка — 0 чел.; - деревня Полунята — 35 чел.; - деревня Порубово — 153 чел.; - деревня Прокопьевская — 13 чел.; - деревня Пура — 104 чел.; - деревня Рагоза — 50 чел.; - деревня Русиново — 27 чел.; - село Савинцы — 210 чел.; - деревня Светлая Речка; - деревня Слобода — 189 чел.; - деревня Старо-Носки — 12 чел.; - деревня Степановская — 76 чел.; - деревня Терешовы; - деревня Титовы — 0 чел.; - деревня Трактовые — 12 чел.; - деревня Усть-Колыч — 7 чел.; - деревня Харины — 63 чел.; - деревня Черскан — 14 чел.; - деревня Яковлевская — 18 чел. |